# Compro Likes
Compro Likes é uma série de televisão brasileira de comédia, criada por André Brandt e produzida pela  para o serviço de streaming Star+. No Brasil, a primeira temporada de cinco episódios da série foi lançada em 22 de setembro de 2023 no Star+ com direção de André Moraes e roteiro de André Brandt com colaboração de Nathalia Guinet e Lusa Silvestre.
Conta com as participações de Fábio Lago, Ana Carolina Machado, Lúcio Mauro Filho, Zéu Britto e Mariana Vaz nos papéis principais, além das participações especiais de Cristiana Pompeo, Gisele Itié, Tonico Pereira e Denise Milfont.

## Premissa
Na trama, Wagner (Fábio Lago) é um ator em decadência, desesperado por reconhecimento e oportunidades na carreira, mas incapaz de passar em qualquer teste. Desiludido, ele segue o conselho de seu guru excêntrico, Johnny (Lúcio Mauro Filho), que sugere a compra de seguidores nas redes sociais para criar uma imagem de popularidade e sucesso, na esperança de atrair a atenção da indústria e alavancar sua carreira.
Com o apoio de seus inseparáveis amigos Fred (Rafael Mentges) e Sarah (Ana Carolina Machado), Wagner mergulha em um mundo de enganação digital. Juntos, eles elaboram publicações cuidadosamente forjadas, compartilhando fotos e histórias fictícias que mostram Wagner ao lado de atores, diretores e produtores em sets de filmagem que nunca existiram. À medida que as mentiras se multiplicam, eles conseguem construir uma fachada convincente de um artista bem-sucedido.
Mas a ambição de Wagner e Johnny vai além. Insatisfeito com a repercussão das publicações falsas, Johnny incentiva Wagner a fingir que está estrelando um filme de aventura, a se infiltrar em um reality show e até a seduzir uma atriz famosa, tudo para manter as aparências e ampliar ainda mais sua suposta fama. O plano culmina com Wagner sendo convidado para participar de um filme de ação internacional, alcançando o ápice de sua farsa. No entanto, entre os três milhões de seguidores que acumula, também surgem muitos haters, colocando em risco o frágil império de mentiras que ele construiu.

## Produção

### Desenvolvimento
Filmado antes da pandemia, em forma de longa-metragem, Compro Likes, dirigido por André Moraes em parceria com André Brandt e com colaboração de Ana Carol Machado, em março de 2022 passou por uma nova fase ao ser adaptado para o formato de série na plataforma de streaming Star+, à época um serviço vinculado ao Disney+.
O processo de transformação da obra para a narrativa seriada envolve a criação de novas cenas que complementam e expandem a história original, além do aproveitamento de parte das filmagens já realizadas para o filme. Contudo, a produção está sendo regravada com algumas alterações no elenco, o que significa que nem todos os atores que participaram da versão cinematográfica estão envolvidos nesta nova etapa. A série foi roteirizada por André Brandt e é uma criação de André Moraes e Ana Carol Machado. A coordenação dos trabalhos na sala de roteiristas da sitcom ficou a cargo de Paulo Boccato, que liderou o processo de adaptação do roteiro original de longa-metragem, escrito por Rand Ravich.

## Elenco e personagens
| Legenda            | Legenda                              |
| ------------------ | ------------------------------------ |
|                    | Creditado no elenco principal        |
|                    | Creditado no elenco recorrente       |
|                    | Creditado como participação especial |
| Personagem ausente |                                      |

| Intérprete           | Personagem                        | Temporadas |
| Intérprete           | Personagem                        | 1 (2023)   |
| -------------------- | --------------------------------- | ---------- |
| Principal            |                                   |            |
| Fábio Lago           | Wagner Sampayo                    |            |
| Ana Carolina Machado | Sarah Luiza                       |            |
| Lúcio Mauro Filho    | Johnny Silva                      |            |
| Zéu Britto           | Lírio                             |            |
| Mariana Vaz          | Catarina Novais                   |            |
| Recorrente           |                                   |            |
| Cristiana Pompeo     | Sandra                            |            |
| Giselle Itié         | Letícia González                  |            |
| Rafael Mentges       | Frederico (Fred)                  |            |
| Luísa Micheletti     | Francielle                        |            |
| Milhem Cortaz        | Jorge (Sargento Ternurinha)       |            |
| Tonico Pereira       | Antônio Sampayo (pai de Wagner)   |            |
| Denise Milfont       | Conceição Sampayo (mãe de Wagner) |            |
| Kathia Calil         | Aninha                            |            |

### Participações especiais
| Episódio                    | Ator/Atriz        | Personagem                 |
| --------------------------- | ----------------- | -------------------------- |
| Episódio 1: #BasicBroWagner | Evandro Mesquita  | Martins                    |
| Episódio 1: #BasicBroWagner | Aílton Graça      | Ayrton                     |
| Episódio 1: #BasicBroWagner | Thiago Fragoso    | Mister Brendon             |
| Episódio 1: #BasicBroWagner | Pedro Cardoso     | Peter (pai de Brendon)     |
| Episódio 1: #BasicBroWagner | André Abujamra    | Coronel (pai de Catarina)  |
| Episódio 1: #BasicBroWagner | Antônio Petrin    |                            |
| Episódio 2: #WagnerTheActor | Marcelo Serrado   | Mauro                      |
| Episódio 2: #WagnerTheActor | Marcos Mion       | Islacer                    |
| Episódio 2: #WagnerTheActor | Bruno Garcia      | Acionista                  |
| Episódio 3: #WagnerOficial  | Talita Younan     | Vendedora da loja de modas |
| Episódio 3: #WagnerOficial  | Dudu Azevedo      | Lopes                      |
| Episódio 3: #WagnerOficial  | Vanessa Pascalle  | Garçonete                  |
| Episódio 3: #WagnerOficial  | André Arteche     | Funcionário do bar         |
| Episódio 3: #WagnerOficial  | Thiago Fragoso    | Mister Brendon             |
| Episódio 3: #WagnerOficial  | Sidney Magal      | Ele mesmo                  |
| Episódio 3: #WagnerOficial  | Foquinha          | Ela mesma                  |
| Episódio 3: #WagnerOficial  | Maicon Santini    | Ele mesmo                  |
| Episódio 3: #WagnerOficial  | Leandro Lapagesse | Youtuber                   |
| Episódio 4: #NewWagner      | Naiumi Goldoni    | Fernanda Migliari          |
| Episódio 4: #NewWagner      | Paulinho Serra    | Marido de Fernanda         |
| Episódio 4: #NewWagner      | Leão Lobo         | Ele mesmo                  |
| Episódio 5: #SkyisTheLimit  | Deborah Secco     | Maira Peterman             |

## Episódios

### Resumo
| Temporada | Temporada | Episódios | Exibição             | Exibição               |
| Temporada | Temporada | Episódios | Estreia de temporada | Final de temporada     |
| --------- | --------- | --------- | -------------------- | ---------------------- |
|           | 1         | 5         | 22 de setembro 2023  | 22 de setembro de 2023 |

### Primeira Temporada (2023)
| N.º na série | N.º na temp. | Título            | Dirigido por | Escrito por  | Exibição original      |
| ------------ | ------------ | ----------------- | ------------ | ------------ | ---------------------- |
| 1            | 1            | "#BasicBroWagner" | André Moraes | André Brandt | 22 de setembro de 2023 |
| -            |              |                   |              |              |                        |
| 2            | 2            | "#WagnerTheActor" | André Moraes | André Brandt | 22 de setembro de 2023 |
| -            |              |                   |              |              |                        |
| 3            | 3            | "#WagnerOfficial" | André Moraes | André Brandt | 22 de setembro de 2023 |
| -            |              |                   |              |              |                        |
| 4            | 4            | "#NewWagner"      | André Moraes | André Brandt | 22 de setembro de 2023 |
| -            |              |                   |              |              |                        |
| 5            | 5            | "#SkyIsTheLimit"  | André Moraes | André Brandt | 22 de setembro de 2023 |
| -            |              |                   |              |              |                        |

## Lançamento
O primeiro trailer da série foi lançado em 4 de setembro de 2023, juntamente com o pôster de divulgação. A primeira temporada da série foi inteiramente lançada no Star+ em 22 de setembro de 2023.

## Repercussão

### Resposta da crítica
A crítica do website Folheando Entretenimento destaca sua semelhança com a sátira Don't Look Up (2021), da Netflix, ao explorar o universo dos influenciadores digitais com uma abordagem cômica e crítica, que busca ser divertida e eficaz ao transmitir sua mensagem. A série conta com um roteiro criativo que atende bem ao propósito de ser uma comédia leve, ao mesmo tempo que traz lições morais. No entanto, a crítica aponta alguns problemas, como o excesso de elementos apresentados de uma só vez, o que pode cansar o público e fazer com que alguns percam o interesse ao longo dos episódios. Além disso, o desfecho deixa a impressão de que a história foi interrompida propositalmente para abrir caminho para uma segunda temporada, o que pode ser frustrante para quem espera uma conclusão mais definida.
No geral, a série, protagonizada por Fábio Lago, foge da estrutura tradicional de início, meio e fim, apresentando um equilíbrio entre acertos e falhas. Ainda assim, é considerada uma opção interessante para quem busca algo divertido e leve, sem exigir muito tempo de dedicação. Compro Likes é descrita como uma sátira nacional autêntica que, apesar de alguns tropeços, oferece entretenimento e críticas sociais de forma precisa.
A crítica de Bruno Simioni Cunha elogia a série por retratar a cultura atual dos likes e seguidores, explorando temas relevantes para a sociedade contemporânea, mesmo que de maneira cômica. A série aborda o julgamento digital, o ódio gratuito nas redes e a sensação de vazio que o protagonista, Wagner, enfrenta ao se distanciar de seus amigos verdadeiros, ao lado de seu guru excêntrico, Johnny Silva. A narrativa é elogiada por sua linearidade e pela capacidade de abordar esses temas com leveza, sem recorrer ao humor pastelão. No entanto, Cunha ressalta que, para quem não está familiarizado com o universo dos influenciadores digitais, algumas referências podem passar despercebidas.

Um ponto de crítica é a caracterização exagerada dos personagens, inclusive de Wagner, que são apresentados de forma caricata. As participações especiais de figuras como Thiago Fragoso, Marcos Mion, Marcelo Serrado, Dudu Azevedo e Sidney Magal são vistas como fora de lugar, contribuindo para um certo estranhamento, já que parecem deslocadas da realidade da série. Apesar desses tropeços, Cunha destaca que a linearidade da história compensa, com um desenvolvimento que remete às jornadas de influencers conhecidos, dando a sensação de familiaridade ao público. Ele também elogia o desempenho do elenco principal, composto por Fábio Lago, Ana Carolina Machado, Mariana Vaz e Zéu Britto, que se destacam tanto em cenas individuais quanto em grupo. A crítica aponta, porém, que a série peca ao tratar as consequências das ações dos personagens de forma leve demais, sem explorar perigos reais ou aprofundar os desdobramentos de certas situações, o que poderia ter sido melhor desenvolvido, especialmente considerando a curta duração da temporada.